# Supercard of Honor V
Supercard of Honor V est un évènement de catch produit par la Ring of Honor (ROH), qui était disponible uniquement en ligne. Le show se déroula le 8 mai 2010 au Manhattan Center à Manhattan, dans l'état de New York. C'était la 5e édition de Supercard of Honor de l'histoire de la ROH.

## Contexte
Les spectacles de la Ring of Honor en paiement à la séance sont constitués de matchs aux résultats prédéterminés par les scénaristes de la ROH. Ces rencontres sont justifiées par des storylines - une rivalité avec un catcheur, la plupart du temps - ou par des qualifications survenues au cours de shows précédant l'évènement. Tous les catcheurs possèdent un gimmick, c'est-à-dire qu'ils incarnent un personnage face (gentil) ou heel (méchant), qui évolue au fil des rencontres. Un pay-per-view comme Supercard of Honor est donc un événement tournant pour les différentes storylines en cours.

## Résultats
| #                                                                | Matchs, | Stipulation                                             | Durée |
| ---------------------------------------------------------------- | --- | ------------------------------------------------------- | ----- |
| 1                                                                | Briscoe Brothers (Jay Briscoe & Mark Briscoe) battent The All-Night Express (Kenny King & Rhett Titus)                        | Tag Team match                                          | 12:53 |
| 2                                                                | Erick Stevens bat Grizzly Redwood (avec Prince Nana et Ernie Osiris)                                                          | Match simple                                            | 6:47  |
| 3                                                                | Sara Del Rey bat Amazing Kong                                                                                                 | Match simple                                            | 7:15  |
| 4                                                                | Christopher Daniels bat Eddie Edwards                                                                                         | Match simple                                            | 17:50 |
| 5                                                                | Austin Aries bat Delirious par DQ (avec Daizee Haze)                                                                          | Match simple                                            | 2:24  |
| 6                                                                | Kevin Steen bat Colt Cabana                                                                                                   | 34th Street Deathmatch                                  | 14:23 |
| 7                                                                | The Kings of Wrestling (Claudio Castagnoli & Chris Hero) (c) battent The Motor City Machine Guns (Chris Sabin & Alex Shelley) | Tag Team match pour les ROH World Tag Team Championship | 22:07 |
| 8                                                                | Tyler Black (c) bat Roderick Strong                                                                                           | Match simple pour le ROH World Championship             | 23:39 |
| (c) désigne le(s) champion(s) défendant son titre dans le match. | |                                                         |       |